# منتخب روسيا لكرة الطائرة للسيدات
منتخب روسيا الوطني لكرة الطائرة للسيدات (بالروسية: Женская сборная России по волейболу)‏ هو ممثل روسيا الرسمي في المنافسات الدولية في كرة طائرة في فئة كرة الطائرة للسيدات.